# Кызыл-Армейская улица
Кызыл-Армейская улица (Кзыл-Армейская, тат. Кызыл Армия урамы) — улица в историческом районе Адмиралтейская слобода Кировского района Казани.

## География
Пересекается со следующими улицами:
- Поселковая улица
- улица Красного Химика[вд]
- Мало-Московская улица
- Улица Клары Цеткин
- Столярова улица
- Большая улица[вд]

## История
Возникла не позднее 2-й половины XIX века. До революции 1917 года носила название 1-я Зилантовская улица и относилась к 6-й полицейской части. Во второй половине 1920-х гг. была переименована в Адмиралтейскую улицу. Современное название присвоено не позднее 1939 года.
На 1939 год на улице имелось около 35 домовладений: № 1-13, 17-47/40 по нечётной стороне и № 2, 6а-14/10, 20-24 по чётной.
В первые годы советской власти административно относилась к 6-й части города; после введения в городе административных районов относилась к Заречному (с 1931 года Пролетарскому, с 1935 года Кировскому) району.

## Примечательные объекты
- № 1/3, 3/8 — жилые дома ГЖД (снесён).[18][19]
- чётная сторона улицы, между улицами Мало-Московская и Клары Цеткин ― Сад рыбака.[20]